# Буча (артилерійський катер)
Буча P181 — малий броньований артилерійський катер проєкту 58155 (шифр «Гюрза-М»). Побудований в Києві на підприємстві «Кузня на Рибальському» восьмим в серії цих катерів. Закладений у 2019 році, введений до складу ВМС ЗС України — 26 травня 2023. МБАК «Буча» флагман Річкової флотилії ВМС України..

## Історія
«Бучу» почали будувати у 2019 році. Тоді повідомлялось, що виробництво катера на замовлення Міністерства оборони України триватиме чотири місяці, проте у грудні 2020 року всі роботи були призупинені. Для майбутнього МБАКу сформували корпус, але збирання не починали.
Про відновлення робіт стало відомо лише в липні 2021 року. На новому судні сформували корпус та встановили деякі агрегати, зокрема головні енергетичні установки. Також розпочалось встановлення обладнання на ходовій рубці та збирання житлового відсіку.
Катер урочисто спустили на воду 30 вересня 2021 року на підприємстві «Кузня на Рибальському». Першочергово він мав надійти до складу ВМС України, проте повномасштабне вторгнення Росії призупинило цей процес.
26 травня 2023 до складу ВМС Збройних Сил України був введений малий броньований артилерійський катер «Буча». Він пройшов усі етапи заводських і державних випробувань.
7 липня 2023 року було офіційно повідомлено про вихід катера на перше бойове чергування на Дніпрі.
(2023-т.ч.)

## Командування
старший лейтенант Андрій Щаніков(2023)